# Ishania real
Ishania real là một loài nhện trong họ Zodariidae.
Loài này thuộc chi Ishania. Ishania real được Rudy Jocqué & Léon Baert miêu tả năm 2002.